# 約翰·麥克道爾·斯圖爾特
約翰·麥克道爾·斯圖爾特（英語：John McDouall Stuart，1815年9月7日—1866年6月5日），經常被簡稱為麥克道爾·斯圖爾特（McDouall Stuart），是蘇格蘭裔探險家，亦是澳大利亞成就最顯赫的內陸探險家之一。
斯圖爾特曾帶領澳大利亞首個探索團隊，從南到北跨越澳大利亞大陸，並且成功折返。雖然面對險峻的環境，由於斯圖爾特的經驗和對團隊的照顧，旅途中沒有損失任何一位隊員。斯圖爾特的探索最終於1863年導致大片土地併入南澳大利亞州政府，這遍土地及後被稱為北領地，至1911年聯邦政府將之接管。1871至72年間，澳大利亞陸上電報線架設在斯圖爾特的探索路徑之上，這路徑亦成為了連接奧古斯塔港與达尔文的主要道路。至1942年，這道路獲時任澳大利亚总督的高里所推薦，正式命名為斯圖爾特公路，以記念他對澳大利亞的重大貢獻。

## 外部連結
- The Journals of John McDouall Stuart at the University of Adelaide
- Official Web Site of the John McDouall Stuart Society Inc. （页面存档备份，存于）
- John McDouall Stuart的作品  - 古騰堡計劃
- 互联网档案馆中約翰·麥克道爾·斯圖爾特的作品或与之相关的作品
- Searchable Journals of John McDouall Stuart
- 在Find a Grave上的約翰·麥克道爾·斯圖爾特
- John McDouall Stuart Statue in Alice Springs （页面存档备份，存于）